# ميخائيل بيكويذ
ميخائيل بيكويذ (بالإنجليزية: Michael Beckwith)‏ هو كاتب أمريكي، ولد في 1950.